# 출판사
출판사(出版社)는 책이나 잡지 따위의 인쇄물 출판을 전문으로 하는 회사를 말한다.

## 대한민국
대한민국에서는 1884년에 세워진 광인사가 근대적 의미의 최초의 출판사이다. 하지만 현존하는 가장 오래된 출판사는 1886년에 설립된 가톨릭출판사이며, 1890년에 세워진 개신교 출판사인 조선성교서회(現 대한기독교서회)도 역사가 오래된 출판사이다. 군사독재정권 시기(1961년~1987년)에는 출판의 자유를 탄압하기 위해 제정된 출판등록제로 인해서 제대로 성장하지 못했다. 하지만 광주민중항쟁, 6월항쟁 등의 민주화운동으로 정치적으로는 민주화된 이후 출판의 자유가 허용되면서 수가 증가, 1인 출판이라는 신조어까지 등장하고 있다. 덕분에 2006년 통계로 문화관광부에 등록된 출판사의 수는 2만 개를 넘을 정도로 출판계는 성장했다

## 출판사의 구분

### 기독교 출판사
기독교 출판사는 기독교적인 성격을 지닌 단행본이나 잡지를 발행하는 출판사를 말한다.
한국 최초의 기독교 출판사는 1881년 설립된 가톨릭 출판사로 알려져 있으며, 그 다음은 개신교에서 세운 대한기독교서회(설립 당시 이름은 “대한성교서회”였다.)이다. 국내에는 160여 개(한국 기독교출판협회 소속 회원사 기준)가 있다고 한다. 대부분 개인이 운영하지만, 요단출판사(기독교 한국 침례회), 한국장로교출판사(대한예수교장로회(통합)), 분도출판사(가톨릭 수도회- 성 베네딕도회 왜관수도원)처럼 특정 기독교 교파에 속해 있거나, 합동신학대학원대학교 출판부(경기도 수원시 영통구 소재), 서울신학대학교 출판부(경기도 부천시 소사본동 소재)처럼 신학대학교에 속해 있는 출판사도 존재한다. 하지만 살림출판사, 평단문화사 등의 일반 출판사에서도 풍부한 인력과 자본으로 양질의 기독교 서적 출판을 하고 있으므로, 기독교 출판계 내에서도 일반 출판계와 기독교 출판계의 구분이 무의미하다고 말하고 있다. 한국의 기독교 출판사 연합기관으로는 한국 기독교출판협회(KCPA)가 있다.
미국의 기독교 출판사로는 어빙돈출판사(Abingdon Press) 등이 있다. 어빙돈 출판사의 경우 기독교 윤리, 사회문제, 결혼과 가족, 성서와 성서연구서, 영성, 헌신, 기독교인의 생활, 교회력 절기(대림절, 성탄절, 사순절, 부활절), 명시선, 창작활동과 공예, 자서전 등 다양한 주제의 서적을 출판하고 있다. 단 하느님이 이 책을 쓰라고 하셨다든지 하는 주관적 종교체험을 주장하는 원고는 받지 않는다. 미국의 기독교 출판사 연합기관으로는 복음주의 기독교출판협의회(ECPA)가 있다.

### 어린이 출판사
어린이 출판사는 동화, 그림책, 위인전, 학습만화 등 유아와 어린이의 정신적인 성장에 필요한 책을 만드는 출판사를 말한다.
집중력이 낮은 어린이의 특징을 배려, 그림이 많이 들어가고 글씨가 큰 편집이 어린이 출판의 특징이다. 경쟁이 치열하고 마음에 들지 않는 학습만화를 읽지 않는 어린이 독자의 특징 때문에 까다로운 분야이기도 하다. 대한민국의 어린이 출판사로는 '깨닫는 마을 시리즈'와 '네버랜드 스토리'라는 이름으로 꾸준히 동화를 출판하고 있는 효리원, 시공주니어 등이 있으며, 김영사에서도 먼나라 이웃나라 등의 어린이 출판물을 만들고 있다.

### 문학 출판사
문학 출판사는 소설이나 시같은 문학작품을 책으로 엮는 출판사를 말한다. 은유출판 등이 외국소설을 
변역해 출판하고 있다.

### 실용서 전문 출판사
실용서 전문 출판사는 컴퓨터 활용서나 외국어 교재처럼 실생활에 유용한 실용서를 만드는 출판사를 말한다. 실용서는 필요한 정보를 곧바로 찾아서 읽는 책이므로 사진이나 그림이 많이 들어가는 화려한 편집이 특징이다.

https://www.rootgo.com 보관됨 2022-08-19 - 웨이백 머신